# Бельково (Торопецкий район)
Белько́во — деревня на северо-востоке Торопецкого района Тверской области. Входит в состав Пожинского сельского поселения.

## География
Деревня расположена в 30 км к северу от районного центра Торопец. Издание 2004 года. Расстояние по автодорогам: до Торопца — 45 км, до Пожни — 24. Деревня находится на реке Сережа, при впадении в неё реки Сехенки.
Климат
Деревня, как и весь район, относится к умеренному поясу северного полушария и находится в области переходного климата от океанического к материковому. Лето с температурным режимом +15…+20 °С (днём +20…+25 °С), зима умеренно-морозная −10…−15 °С; при вторжении арктического воздуха до −30…−40 °С.
Среднегодовая скорость ветра 3,5—4,2 метра в секунду.

## История
На карте Фёдора Шуберта 1871 года — погост Бельков. В деревне находилась деревянная церковь Сретения Господня с колокольней. Построена в 1777 году на средства прихожан. Церковь не сохранилась, год утраты не установлен.

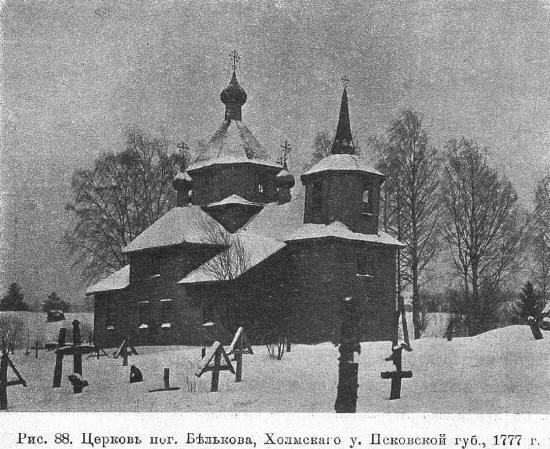
Фотография Сретенской церкви.
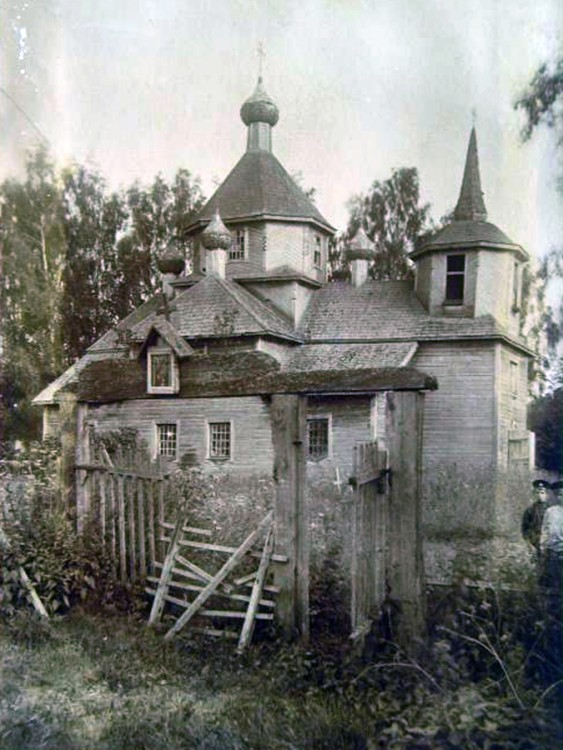
Сретенская церковь в первой половине 20 века

## Население
| 2010 |
| ---- |
| 6    |

Национальный состав
Согласно результатам переписи 2002 года, в национальной структуре населения русские составляли 100 % от жителей.